# آتراکوریوم
آتراکوریوم (به انگلیسی: Atracurium)
رده: بلوک کننده عصبی عضلانی غیر دپلاریزان .
اشکال دارویی: آمپول
مکانیسم اثر: شل‌کننده عضلات اسکلتی
موارد مصرف: داروی کمکی در بیهوشی
وضعیت دسترسی:کلاس3